# Baja California Sur
Baja California Sur jedna je od 31 saveznih država Meksika, smještena na sjeverozapadu države, i zauzima južnu polovicu poluotoka Baja California. Graniči sa saveznom državom Baja California koja se nalazi iznad 28º N. Na istoku je oplakuje Mar de Cortés, a na jugu i zapadu Tihi ocean. Glavni grad savezne države je La Paz. Država se prostire na 73 475 km², što je ukupno 3,8% od ukupne površine Meksika.

## Općine (municipios)
Baja California Sur sastoji se od 5 općina, to su: 
- Comondú,
- La Paz,
- Loreto,
- Los Cabos
- Mulegé

## Etnografija
Indijansko prastanovništvo Baja California Sura poglavito je istrijebljeno a pripada u najmanje dvije etnolingvističke grupe, to su Yuman s plemenom Cochimi nastanjeni u sjevernim predjelima države i Guaycuran u središnjim i južnim predjelima. Do danas se sačuvalo tek nešto Cochimi Indijanaca koji danas žive poglavito u sjevernijoj državi Baja California. Porodica Guaycuran koja se od nekih jezikoslovaca vodi kao dio velike porodice Hokan obuhvaća nestala plemena koja se granaju u nekoliko srodnih skupina, to su: 
Guaycura ili Waicuri s plemenima Callejue i Waicuri; Huchiti ili Uchití s Cora (najjužnije pleme nastanjeno kod rta Cabo San Lucas), Uchití, Aripe ili Aripa i Periúe; Pericú Indijanci s plemenima Pericú i Isleño; Didú; Edú; Ika; Monqui.